# Partula radiolata
Partula radiolata е вид коремоного от семейство Partulidae. Видът е критично застрашен от изчезване.

## Разпространение
Разпространен е в Гуам.